# Западний (Благоварський район)
За́падний (рос. Западный, башк. Западный) — присілок (в минулому селище) у складі Благоварського району Башкортостану, Росія. Входить до складу Кашкалашинської сільської ради.
Населення — 256 осіб (2010; 232 в 2002).
Національний склад:
- башкири — 54 %
- росіяни — 31 %

Стара назва — селище Западне отділення совхоза Благоварський.